# Gunungiella achtami
Gunungiella achtami är en nattsländeart som beskrevs av Schmid 1968. Gunungiella achtami ingår i släktet Gunungiella och familjen stengömmenattsländor. Inga underarter finns listade i Catalogue of Life.